# Neunstetten (Herrieden)

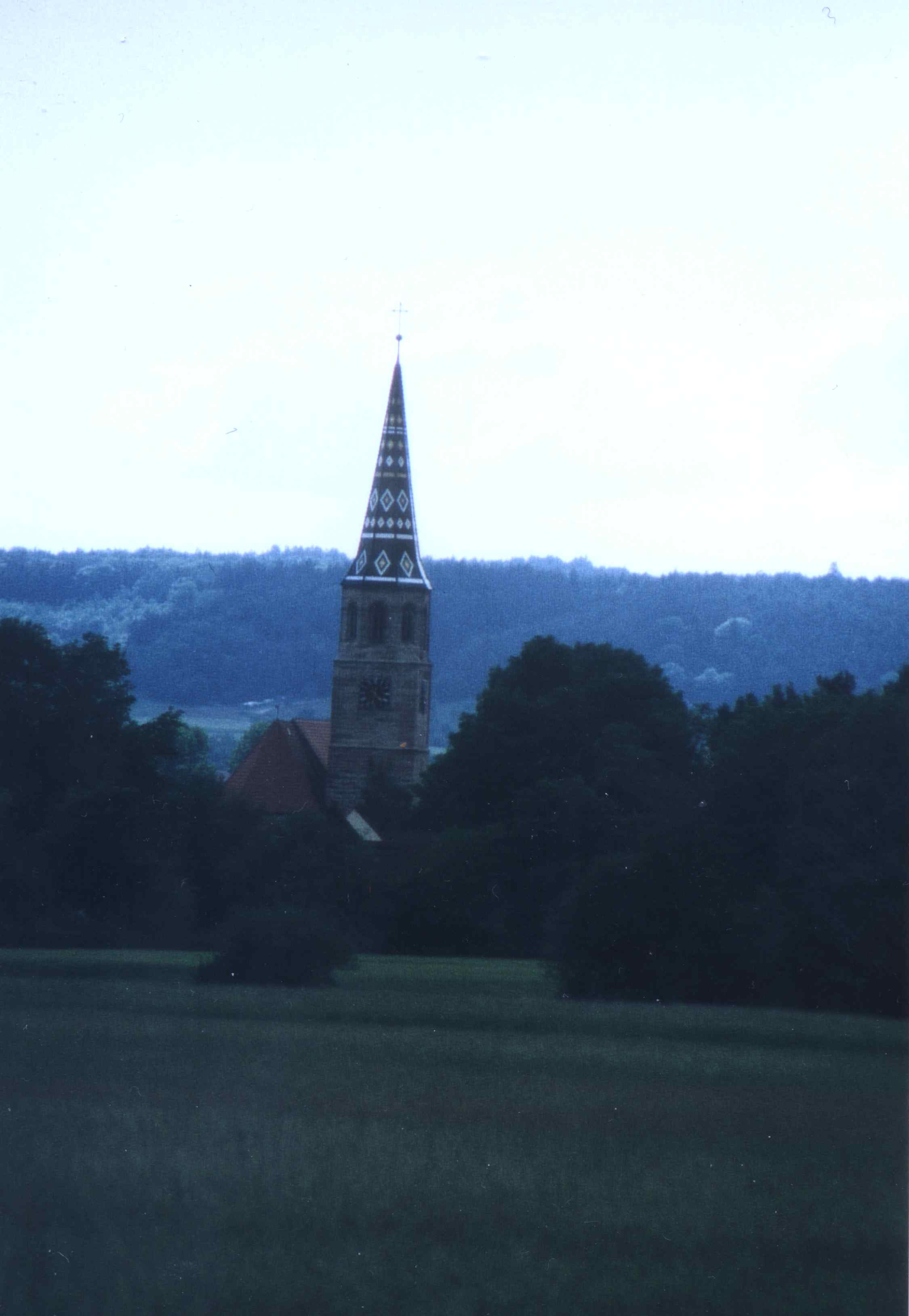
Kirchturm St. Vitus

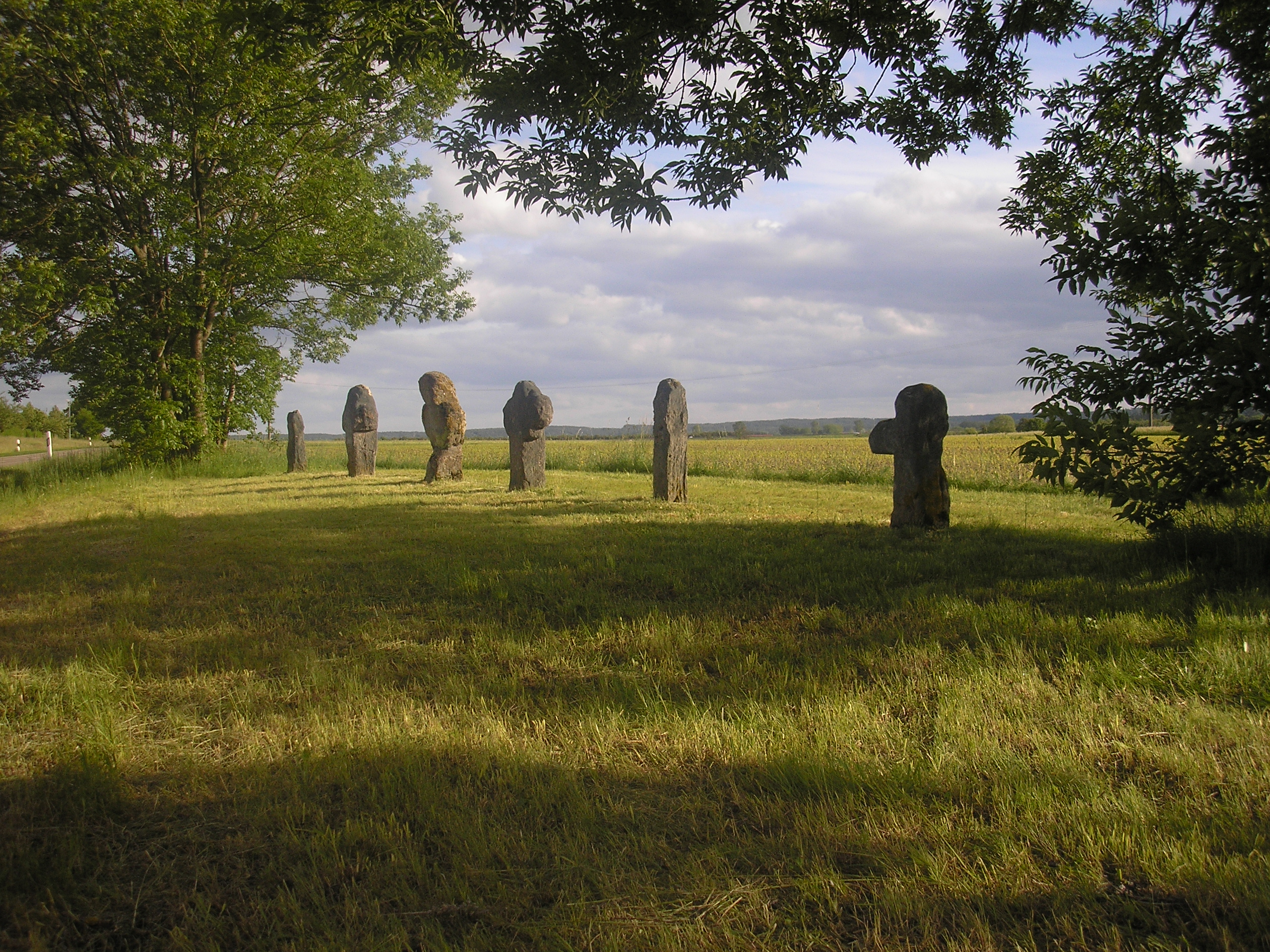
Die Sieben Fuhrmänner

Neunstetten ist ein Gemeindeteil der Stadt Herrieden im Landkreis Ansbach (Mittelfranken, Bayern). Die Gemarkung Neunstetten hat eine Fläche von 10,435 km². Sie ist in 1327 Flurstücke aufgeteilt, die eine durchschnittliche Fläche von 7863,74 m² haben. In ihr liegen neben dem namensgebenden Ort die Gemeindeteile Esbach, Niederdombach und Steinbach und die Altmühle.

## Geografie
Das Pfarrdorf befindet sich zwischen Ansbach und Feuchtwangen am Oberlauf der Altmühl und am Käferbach und Feldgraben, die dort als linke Zuflüsse in die Altmühl münden. Es liegt in einer flachhügeligen Ebene, die aus Acker- und Grünland mit vereinzeltem Baumbestand besteht. Im Westen jenseits der Altmühl sind die Flurgebiete Speckwiesen und Speckfeld, im Osten liegt die Schmalwiesen. Einen Kilometer nördlich befindet sich das Waldgebiet Im Forst, 0,5 km südöstlich der Burgerwald und das Steinbacher Holz.

## Geschichte
An einer Altmühlfurt gelegen, befand sich Neunstetten an einem Altweg zwischen Feuchtwangen und Ansbach via Aurach. Diese Straße führte wohl ursprünglich nördlich von Weinberg über Kloster Sulz weiter nach Schillingsfürst. Die Schwenkung von 90° in Weinberg, die noch im Verlauf der Staatsstraße 1066 ersichtlich ist, deutet auf eine Kreuzung zweier Altwege hin. Wahrscheinlich war der Raum um Neunstetten bereits ca. 4000 v. Chr. besiedelt. Der Ursprung des Ortes dürfte in der Zeit Karls des Großen gewesen sein, als 797 auch das Benediktinerkloster im benachbarten Herrieden erstmals erwähnt wurde. Vermutlich war bereits im 10. Jahrhundert an der Altmühlfurt eine Turmhügelburg vorhanden.
Neunstetten wurde 1169 in einer Tauschurkunde des Bischofs Konrad I. von Eichstätt mit dem Kloster Heilsbronn erstmals urkundlich erwähnt. Im Jahr 1273 wurde der Ort erstmals als eigenständige Pfarrei genannt. Neunstetten und Niederdombach wurden 1397 von Heinrich Schenck von Leutershausen an den Bischof von Eichstätt verkauft.
Im Jahr 1430 wurde eine Dorfordnung mit Büttel, Polizist, Hirte und Förster schriftlich fixiert. Der Grundstein für die Pfarrkirche St. Vitus wurde 1483 gelegt. Die Bruderschaft zum Heiligen Wolfgang wurde 1493 gegründet. Hannenbach, Wiedersbach und Rauenbuch trennten sich 1573 von der Gemeinde Neunstetten. Für die Kirche wurde 1605 eine große Glocke angeschafft. Die Gemeinde wurde 1627 von der Pest heimgesucht. Im Dreißigjährigen Krieg wurden Kirche und Dorf 1632/33 zerstört.
Eine Schule wurde erstmals 1638 erwähnt. Der neue Pfarrhof wurde 1664 gebaut und die Kirche 1679 wiederaufgebaut. Im Jahr 1689 wurde ein regelmäßiger Postverkehr zwischen Ansbach, Neunstetten, Feuchtwangen und Crailsheim aufgenommen. Der Kirchturm wurde 1740 mit Glasurziegeln eingedeckt. Die noch bestehende Bruderschaft Zur Todesangst Christi wurde 1779 gegründet.
Im 16-Punkte-Bericht des Fürstentums Ansbach von 1684 wurden für Neunstetten 48 Mannschaften verzeichnet: 1 Anwesen unterstand dem Hofkastenamt Ansbach, 2 Anwesen dem Stiftsamt Ansbach und 45 Anwesen dem eichstättischen Kastenamt Herrieden. Das Hochgericht östlich der Altmühl übte das brandenburg-ansbachische Hofkastenamt Ansbach aus und westlich der Altmühl das eichstättische Kastenamt Herrieden. Die Dorf- und Gemeindeherrschaft und den Hirtenstab hatten das Kastenamt Herrieden.
Von 1797 bis 1808 unterstand der Ort dem Justiz- und Kammeramt Ansbach. 1806 kam Neunstetten an das Königreich Bayern. Mit dem Gemeindeedikt (frühes 19. Jahrhundert) wurde der Steuerdistrikt Neunstetten gebildet. Zu diesem gehörten Altmühle, Esbach, Niederdombach und Steinbach gehörten. Wenig später entstand die Ruralgemeinde Neunstetten, die deckungsgleich mit dem Steuerdistrikt war. Sie war in Verwaltung und Gerichtsbarkeit dem Landgericht Herrieden und in der Finanzverwaltung dem Rentamt Herrieden zugeordnet (1919 in Finanzamt Herrieden umbenannt). Ab 1862 gehörte Neunstetten zum Bezirksamt Feuchtwangen (1939 in Landkreis Feuchtwangen umbenannt) und seit 1929 zum Finanzamt Ansbach. In der Gerichtsbarkeit blieb das Landgericht Herrieden zuständig (1879 in Amtsgericht Herrieden umbenannt), seit 1931 ist es das Amtsgericht Ansbach. Die Gemeinde hatte 1964 eine Gebietsfläche von 10,514 km².
Neunstetten gehörte gemäß einer Auflistung von 1830 zu einem „die Brünst“ oder „die Brunst“ genannten, seit dem Mittelalter stellenweise gerodeten umfangreichen Waldgebiet zwischen Leutershausen und Kloster Sulz mit dem Hauptort Brunst. Die Brünst war für ihre gute Rinderviehzucht bekannt; ihre 22 Ansiedlungen galten als reich.
Während der Napoleonischen Kriege Anfang des 19. Jahrhunderts kam es zur Einquartierung kämpfender Truppen. Die Tilgung der daraus entstandenen Schulden dauerte 40 Jahre. 1833 wurde über die Altmühl die Steinerne Brücke gebaut. Zur Erinnerung an den Deutsch-Französischen Krieg wurden 1870 vor der Kirche Kastanienbäume gepflanzt. Im Jahr 1875 wurde das Standesamt eingeführt. Durch Brandstiftung verbrannte 1890 der alte Judenbaum mit Marienbild.
Der Torturm am östlichen Friedhofseingang (Eingang Kirchplatz) wurde 1891 abgebrochen. Im selben Jahr wurde die Nepomuk-Statue auf der Steinernen Brücke gestiftet. Der Bau einer eisernen Brücke über den zweiten Arm der Altmühl wurde 1892 abgeschlossen. An der Stelle des Judenbaums wurden 1892 die Steinkreuze Sieben Fuhrmänner errichtet. Es ist die größte erhaltene Steinkreuzansammlung in ganz Bayern.
Neunstetten wurde vom 2. Februar bis 10. August 1893 von einer großen Dürre heimgesucht. Eine Poststelle wurde 1897 eingerichtet und eine Molkerei 1902 gegründet. Im Jahr 1903 wurde die Bahnlinie Ansbach–Neunstetten–Herrieden–Bechhofen eröffnet. Im Ersten Weltkrieg beklagte die Gemeinde 15 Gefallene und 2 Vermisste. Aus Angst vor Einschmelzung wurde die Kirchturmglocke im Burgerwald versteckt. Im Jahr 1919 wurde ein Kriegerdenkmal gebaut.
Der Anschluss an das Elektrizitätsnetz fand 1937 statt. Zum Ende des Zweiten Weltkrieges sprengten SS-Einheiten 1945 die Eiserne Brücke. Mutige Bürger verhinderten die Sprengung der Steinernen Brücke. Am 20. April 1945 marschierten erste amerikanische Truppen ein. Im Zweiten Weltkrieg fielen 16 Einwohner, 7 weitere wurden vermisst. Josef Brand wurde 1947 mit 25 Jahren zum jüngsten Bürgermeister Deutschlands gewählt. Er behielt dieses Amt bis zur Eingemeindung am 1. Januar 1972.
1951 wurde ein neues Schulhaus gebaut. Im Schafwasen wurde 1964 ein erster Siedlungsring ausgewiesen. 1966 wurde Neunstetten an das Fernwassersystem angeschlossen. Dabei erfolgte der Bau der Kanalisation und der Kläranlage. Die Pfarrei St. Vitus wurde 1968 nicht mehr neu besetzt, sondern seitdem von Herrieden aus betreut. Im Zuge der Gebietsreform in Bayern wurde Neunstetten am 1. Januar 1972 nach Herrieden eingemeindet.
Der Innenraum der Kirche wurde 1972 renoviert. Dabei wurden Kanzel und Taufstock entfernt. In den Jahren 1973 und 1983 wurden für 6 Millionen DM Flurbereinigung und Dorferneuerung durchgeführt. Der reguläre Schulbetrieb wurde 1981 eingestellt. Zum Abschluss der Flurbereinigung wurde 1987 die Bruder-Klaus-Statue aufgestellt. Die neu angelegten Fußballplätze wurden 1988 eingeweiht.
Die Pfarrscheune wurde 1993 als Kindergarten umgebaut. Die Kirche wurde 1996 renoviert. Das Dach wurde neu eingedeckt und die Kirchturmuhr erneuert. 1997 wurde die Turmkapelle als Taufkapelle umgebaut und die Friedhofsmauer renoviert. Im gleichen Jahr wird nach dem Dachausbau des Kindergartens ein Pfarrsaal eingerichtet. Das 1748 erbaute ehemalige Schul- und Mesnerhaus wird von 2005 bis 2007 grundlegend renoviert und zu einer Fahrradherberge ausgebaut.

### Bau- und Bodendenkmäler
In Neuenstetten gibt es 16 Baudenkmäler:
- Altmühlbrücke: dreibogige Steinbrücke, 1833, mit Nepomukfigur der gleichen Zeit
- An der Altmühl 1: Altmühle, Mühl- und Wohngebäude, zweigeschossiger massiver Satteldachbau, mit Ecklisenen, 1848; Scheune, eingeschossiger Satteldachbau, mit Ladeluke, zweite Hälfte 19. Jahrhundert
- Eulersfeld; Steinbacher Feld: Feldkreuz, Bildstock, Sandstein mit gusseisernem Kreuzaufsatz, wohl 19. Jahrhundert; östlich außerhalb in der Flur
- Friedhof, ehemals befestigt, teilweise Graben erhalten, Wehrmauer in Brusthöhe, unterirdisches Karnergewölbe, Grabmäler 19./20. Jahrhundert; Gusseisenkruzifix, Mitte 19. Jahrhundert
- Hauptstraße 1: zugehörig Fachwerkscheune und ehemaliges Austragshaus, 18. Jahrhundert
- Hauptstraße 9: Fachwerkscheune, spätes 18. Jahrhundert; zugehörig Lebensmittelhandlung Leopold
- Hertwegfeld: Wegkreuz, Kruzifixus, Holz, volkstümliche Schnitzarbeit, 19. Jahrhundert; 1 km außerhalb in Richtung Mühlbruck
- Hertwegfeld: Gruppe von sechs Steinkreuzen, mittelalterlich, genannt die Sieben Fuhrmänner, am Ortsausgang Richtung Herrieden
- Kirchplatz 1: katholische Pfarrkirche St. Veit, Saalkirche, einschiffiges Langhaus und Westchor, spätes 14. Jahrhundert, Ostchor vor 1438 hinzugefügt, Turm 1482, 1680/81 ausgebaut, Veränderungen im 17./18. und 19. Jahrhundert, mit Ausstattung; Friedhof, ehemals befestigt, teilweise Graben erhalten, unterirdisches Karnergewölbe, Grabmäler 19./20. Jahrhundert; Gusseisenkruzifix, Mitte 19. Jahrhundert; Ummauerung mit Wehrmauer in Brusthöhe, im Kern wohl 15. Jahrhundert
- Mühlstraße 5: ehemalige Mühle, massives zweigeschossiges Wohnhaus, Satteldach, 1838.
- Nähe Hauptstraße: neugotischer Bildstock, Gusseisenkreuz auf Sandsteinsockel, 1892; am Ortsausgang Richtung Herrieden
- Nähe Kirchplatz: Kriegerdenkmal, Stele mit bekrönender Figur des Heiligen Georg, 1914/18, verändert nach 1945; beim Friedhof
- Nähe Mühlstraße: Scheune, eingeschossiges Gebäude mit Halbwalmdach, Fachwerk, 19. Jahrhundert
- Pfarrgasse 2: ehemaliges Schul- und Mesnerhaus, Nutzung als Radlerherberge (12 Betten), zweigeschossiger Satteldachbau, mit Fachwerkobergeschoss und -giebel, teilweise über Südwestecke der Friedhofsmauer, 1748 errichtet
- Windmühlstraße 1: Wegkreuz, Holzkruzifix, Mitte 19. Jahrhundert.; am Ortsausgang nach Ansbach.
- Nähe Windmühlstraße: Bildstock, kleine gemauerte Ädikula mit Nische, um 1800; am westlichen Ortsrand im Anger südlich der Straße
- an der Staatsstraße 2249 nach Oberdombach: Bildsäule auf rechteckigem Sockel, bezeichnet 1723, mit gusseisernem Kreuz; an der Leutershauser Straße zwischen Neunstetten und Niederdombach, bei der Abzweigung nach Oberdombach

### SteinkreuznestSieben Fuhrmänner

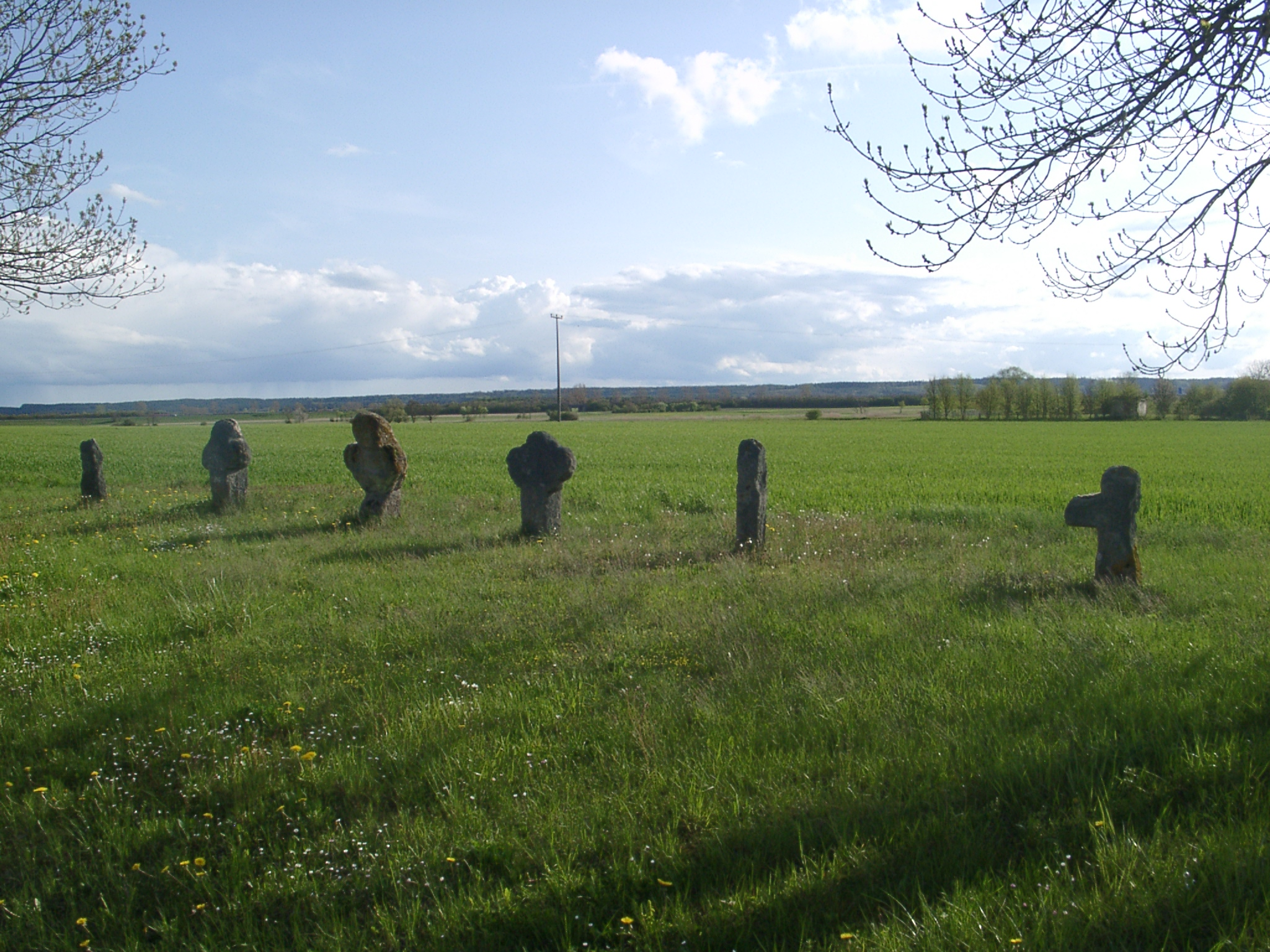
Sieben Fuhrmänner

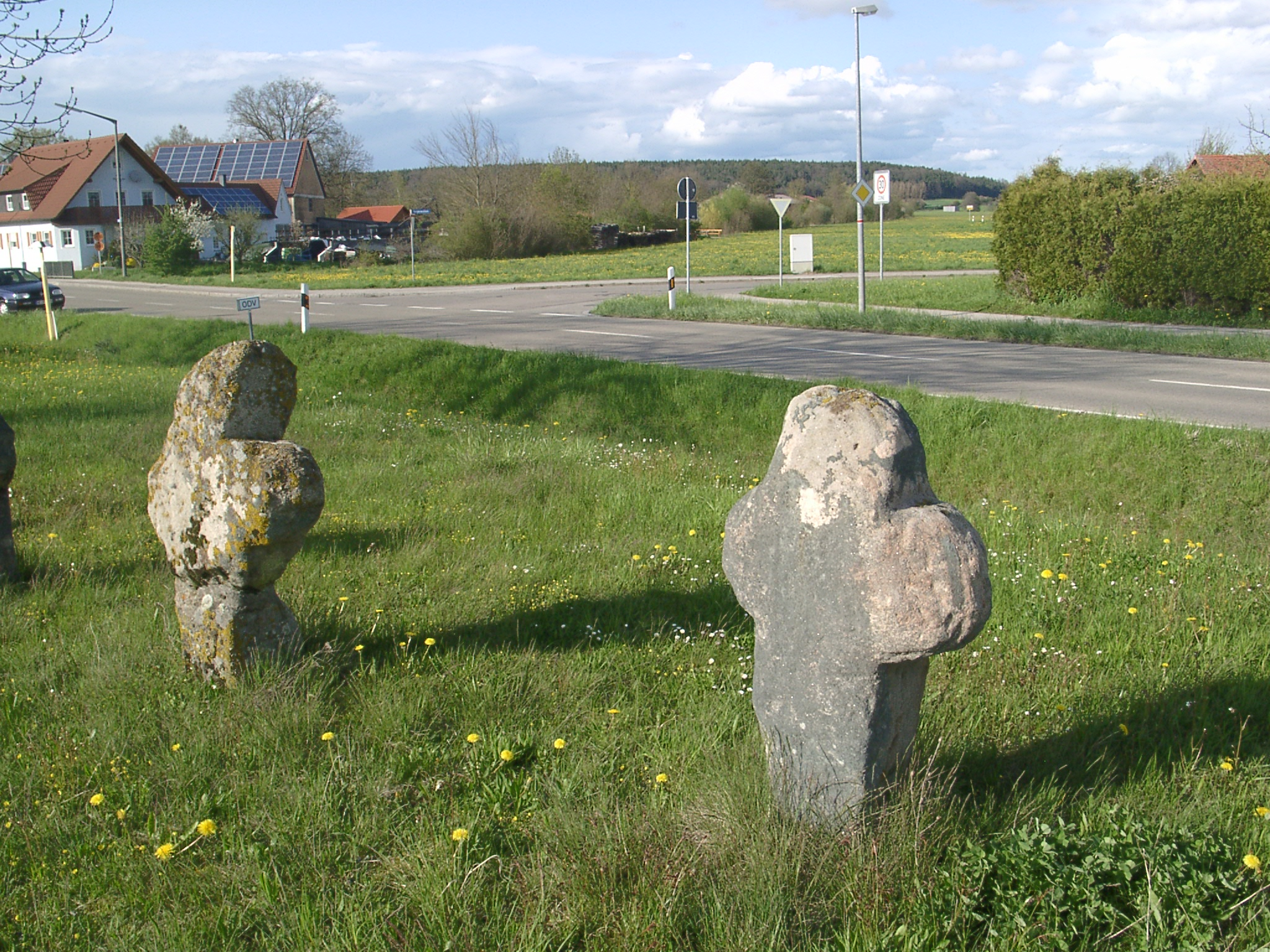
Kreuz 2 und 3

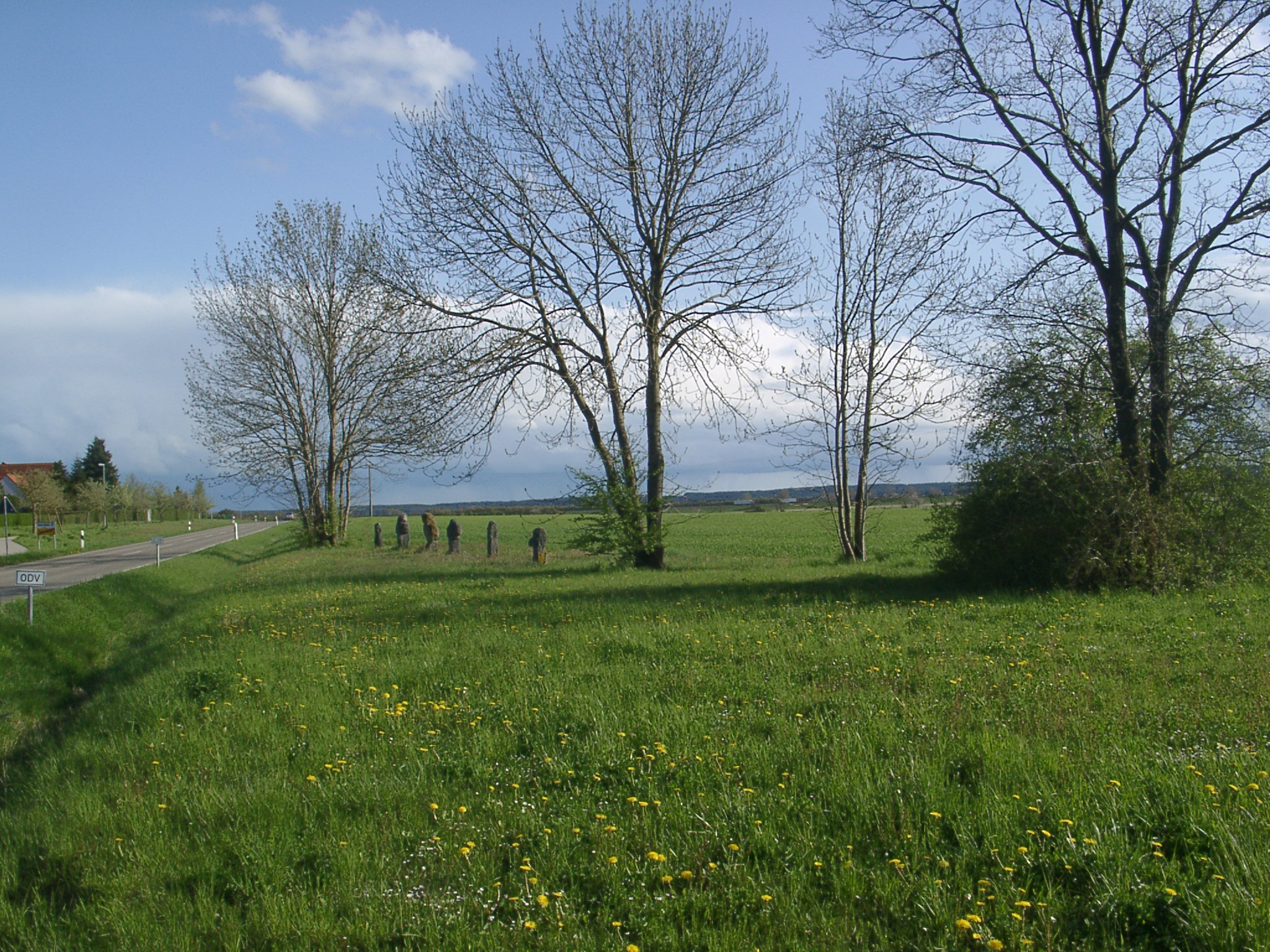
Ortsausgang Richtung Herrieden

Am Ortsausgang der Straße nach Herrieden befindet sich ein Steinkreuznest mit sechs, zum Teil sehr stark verwitterten bzw. fragmentarisch erhaltenen mittelalterlichen Steinkreuzen. Alle Relikte bestehen aus örtlichem Sandstein.
Kreuz 1:   91 cm Höhe, 31 cm Breite, 22 Tiefe; Teil des Kopfes fehlt, sowie beide Arme, deshalb lässt sich die ursprüngliche Kreuzform nur noch erahnen.
Kreuz 2: 117 cm Höhe, 68 cm Breite, 32 Tiefe; es hat einen sich nach unten verjüngenden Schaft, sowie beschädigte, dadurch stark gerundete Arme.
Kreuz 3: 119 cm Höhe, 86 cm Breite, 31 Tiefe; es war mehrfach zerbrochen und die Zusammensetzung erfolgte leider nicht ganz symmetrisch.
Kreuz 4: 108 cm Höhe, 73 cm Breite, 24 Tiefe; Kopf und Arme beschädigt und stark gerundet. Durch Segmentstützen zwischen Fuß, Kopf und Armen unterscheidet sich das Kreuz von den anderen der Gruppe, es ist im Schaft auch länger.
Kreuz 5: 105 cm Höhe, 21 cm Breite, 22 Tiefe; nur noch der Torso ohne Arme und ohne Kopf ist erhalten, der obere Abschluss des Schaftes ist beschädigt und gerundet, die Anschlüsse der Arme gut Erkennbar.
Kreuz 6:   93 cm Höhe, 48 cm Breite, 28 Tiefe; der rechte Arm fehlt, der verbliebene Kreuzarm und der Kopf sind stark gerundet, der Fuß verbreitert sich nach unten hin stark.
Kreuz 7:  fehlt.
Wie Untersuchungen ergaben, stammen die Steinkreuze aus unterschiedlichen Zeiten. Inschriften oder Zeichen sind nicht mehr zu sehen, weitere Untersuchungen haben bisher ebenfalls keine Hinweise auf ihre Bedeutung gegeben. Eine Erklärung ist, dass die Steinkreuze als Sühne für ein Verbrechen aufgestellt wurden, wobei es durchaus üblich war, neue Steinkreuze bei den Orten schon vorhandener aufzustellen. Es ist jedoch auch nicht auszuschließen, dass die Steinkreuze ursprünglich an unterschiedlichen Stellen standen und am jetzigen Standort nur zusammengetragen wurden. Steinkreuze dieser Art findet man aber auch an anderen Orten wie Reicholzheim, Neunhof (Nürnberg) oder Bruck (Erlangen).
Sage:
Vor Zeiten kamen einmal sieben fremde Fuhrleute nach Neunstetten, bevor sie nach Herrieden weiterfuhren, wollten sie Rast machen. Hungernd und dürstend ließen sie sich am Ortsausgang nieder, die nahe Altmühl versprach einen erfrischenden Trank für Mensch und Tier, doch sie entbehrten des Brotes, um den immer heftiger werdenden Hunger zu stillen und vergebens spähten sie nach Nahrung. Einer der Fuhrleute zog einen Laib Brot hervor, den er, um nicht mit den anderen teilen zu müssen, unbemerkt essen wollte. Doch die Gefährten bemerkten sein Vorhaben und mit hässlichem Geschrei gingen diese auf ihn los. Es entspann sich ein heftiger Streit, denn der Fuhrmann konnte den Raub nicht verhindern. Jeder beanspruchte den Laib für sich, denn nun gönnte ihn keiner dem andern mehr. Der Streit artete bald in einen wüsten Kampf aus, denn die Fuhrleute gingen mit ihren langen Messern aufeinander zu und stachen aufeinander ein, dass einer nach dem andern an seinen erhaltenen Wunden verblutete.
Die Toten wurden an der Stelle des Kampfes verscharrt und die Kreuze zur Mahnung errichtet. Zur Strafe aber für ihr freventliches Tun können sie keine Ruhe in ihren Gräbern finden. Der nächtliche Wanderer kann sie oft sehen, wenn die Nebel der Altmühl nach Neunstetten hinziehen, wie sie streitend und fluchend des Weges gehen und nach wildem Kampf bei den Kreuzen verschwinden. Von wildem Grauen gepackt, ergriffen schon viele nur bei ihrem Nahen eilig die Flucht.

### Einwohnerentwicklung
Gemeinde Neunstetten
| Jahr      | 1818  | 1840   | 1852   | 1855   | 1861   | 1867   | 1871   | 1875   | 1880   | 1885   | 1890   | 1895   | 1900   | 1905   | 1910   | 1919   | 1925   | 1933   | 1939   | 1946   | 1950   | 1952   | 1961  | 1970   |
| Einwohner | 446   | 440    | 526    | 544    | 486    | 470    | 462    | 475    | 480    | 468    | 492    | 504    | 520    | 508    | 476    | 450    | 450    | 481    | 503    | 596    | 599    | 562    | 522   | 599    |
| Häuser    | 99    | 97     |        |        |        |        | 99     |        |        | 113    | 93     |        | 91     |        |        |        | 88     |        |        |        | 91     |        | 98    |        |
| Quelle    | [ 6 ] | [ 16 ] | [ 17 ] | [ 17 ] | [ 18 ] | [ 19 ] | [ 20 ] | [ 21 ] | [ 22 ] | [ 23 ] | [ 24 ] | [ 17 ] | [ 25 ] | [ 17 ] | [ 26 ] | [ 17 ] | [ 27 ] | [ 17 ] | [ 17 ] | [ 17 ] | [ 28 ] | [ 17 ] | [ 8 ] | [ 29 ] |

Ort Neunstetten
| Jahr      | 001818 | 001840 | 001861 | 001871 | 001885 | 001900 | 001925 | 001950 | 001961 | 001970 | 001987 | 001990 |
| Einwohner | 342    | 339    | 361    | 344    | 352    | 394    | 333    | 467    | 404    | 480    | 491    | 633    |
| Häuser    | 75     | 67     |        |        | 87     | 69     | 68     | 70     | 75     |        | 130    |        |
| Quelle    | [ 6 ]  | [ 16 ] | [ 18 ] | [ 20 ] | [ 23 ] | [ 25 ] | [ 27 ] | [ 28 ] | [ 8 ]  | [ 29 ] | [ 30 ] |        |

## Religion
Der Ort ist römisch-katholisch geprägt und Sitz der Pfarrei St. Veit. Die Einwohner evangelisch-lutherischer Konfession waren ursprünglich nach St. Laurentius (Elpersdorf bei Ansbach) gepfarrt, heute ist die Pfarrei Herrieden zuständig.

## Vereinsleben
Neunstetten hat ein reges Vereinsleben. Im Jahre 1877 wurde die Freiwillige Feuerwehr gegründet. Im Jahre 1986 fand das erste gemeinsame Dorffest mit allen Vereinen statt.
Weitere Gründungen:
- 1906: Kriegsverein
- 1910: Radfahrverein
- 1910: Katholische Burschenschaft
- 1925: Gesangverein
- 1956: Schützenverein Altmühlschützen
- 1965: Musikverein Neunstetten/Stadtkapelle Herrieden
- 1978: Fischereiverein
- 1980: Sportverein
- 1982: Krankenpflegeverein

## Verkehr
Die Staatsstraße 1066 führt über Windmühle nach Elpersdorf (4,5 km nordöstlich) bzw. zur Anschlussstelle 50 der A 6 (1,7 km südwestlich). Die Staatsstraße 2249 führt nach Herrieden (4 km südöstlich) bzw. nach Niederdombach (1 km nordwestlich). Eine Gemeindeverbindungsstraße führt nach Steinbach (1,7 km östlich).
Die Bahnstrecke Leutershausen-Wiedersbach–Bechhofen querte in Neunstetten die damals durch den Ort verlaufende Bundesstraße 14, der Ort hatte einen Haltepunkt bei Bahnkilometer 5,2. Eröffnet wurde die Linie am 16. Juni 1903, der Personenverkehr wurde am 28. November 1966 eingestellt, der Güterverkehr am 31. Mai 1970. Der Rückbau der Gleise erfolgte in den Jahren 1970/71 zuerst bis Neunstetten.